# 디즈니 채널 (대한민국의 텔레비전 채널)
디즈니 채널(Disney Channel)은 디즈니채널코리아가 운영한 대한민국의 유료 텔레비전 방송국이었다. 미국에 위치한 원래 방송국의 프랜차이즈 채널로, 2011년 7월 1일에 개국하였고,  2021년 10월 1일에 폐국하였다.

## 역사
대한민국에서는 2002년 6월 1일 디즈니 채널 아시아의 화면에 한글 자막을 넣어 방송하는 형태로 시작하였다. 이후 2010년 5월 디즈니 채널 월드와이드와 SK텔레콤이 손잡고 합작법인인 텔레비전미디어코리아 (Television Media Korea)를 설립, 2011년 7월 1일부터 자체 채널을 통해 한국어 더빙 및 음성 다중 서비스 방송을 시작하였다.
2011년 11월 2일, SK텔레콤은 텔레비전미디어코리아를 포함한 플랫폼 사업을 신규 자회사인 SK플래닛으로 물적분할한다. 이후 SK플래닛은 가지고 있던 텔레비전미디어코리아 주식 전량을 2015년 9월 30일 월트 디즈니 컴퍼니의 한국 법인인 월트디즈니컴퍼니코리아에 매각한다. 이로써 디즈니는 대한민국에서 디즈니채널과 자매채널인 디즈니 주니어를 직접 운영하게 되었다.
2021년에 디즈니의 OTT 서비스 디즈니+의 대한민국 진출이 결정된 후, 그해 10월 1일부로 폐국되었다.

## 프로그램

### 애니메이션
- 《괴짜가족 괴담일기》  HD (2013년 8월 2일-2017년 2월 24일 | 2018년 10월 10일-2020년 3월 20일)
- 《미키마우스》 HD (2013년 11월-종영)
- 《프린세스 스타의 모험일기》HD (2015년 6월 15일-2019년 12월 2일 | 2019년 12월 26일-종영 )
- 《신비한 개구리 나라 앰피비아》 HD (2019년 9월 18일-종영)
- 《검정고무신》  HD (시즌 4; 2015년 11월 9일-2015년 11월 30일 | 2018년 8월 6일-종영)
- 《안녕 토토비》 HD (2015년 11월 21일-2017년 3월 25일 | 2018년 11월 5일-종영)
- 《프리파라》 HD (2016년 2월 11일-종영)
- 《안녕 자두야》  HD (2016년 5월 11일-종영)
- 《에그엔젤 코코밍》 HD (2016년 8월 1일-종영)
- 《정글에서 살아남기-마루의 어드벤처》 HD (2016년 11월 28일-2017년 3월 11일 | 2018년 10월 3일-종영)
- 《요괴워치》  HD (시즌 1-2; 2016년 12월 12일-2017년 10월 12일 | 2018년 7월 23일-종영)
- 《아발로 왕국의 엘레나》 HD (2017년 3월 6일-2020년 12월 11일)
- 《마일로 머피의 법칙》 HD (2017년 4월 1일-2021년 9월 30일)
- 《숲의 요정 페어리루》 HD (2017년 5월 22일-종영)
- 《마음의소리》  HD (2017년 6월 21일-9월 9일 | 2017년 6월 23일-종영)
- 《라푼젤 시리즈》 HD (2017년 10월 13일-2020년 6월 20일)
- 《몬스터 호텔 시리즈》 HD (2017년 12월 21일-종영 |종영)
- 《스타워즈: 클론 전쟁》  HD (2017년 12월 25일-종영 | 종영)
- 《도날드 덕 가족의 모험》 HD (2018년 1월 13일-2021년 5월 15일)
- 《빅 히어로 시리즈》  HD (2018년 9월 15일-종영 |종영)
- 《열려라! 코코밍》 HD (2019년 7월 20일-종영)
- 《반짝이는 프리채널》HD (2020년 4월 3일-종영)
- 《캐치! 티니핑》HD (2020년 4월 24일-종영)
- 《아울 하우스》HD (2020년 5월 23일-종영)
- 《롤링 스타즈》HD (2020년 9월 15일-2020년 9월 27일)
- 《시간여행자 루크》HD (2020년 10월 8일-종영)
- 《우당탕탕 은하안전단》 HD(2021년 5월 7일-종영)

### 드라마/시트콤/버라이어티
- 《리브 & 매디》  HD (2014년 9월 14일-종영 | 종영)
- 《핵꿀잼 비짤봙》  HD (2017년 2월 1일-종영 | 종영)
- 《키키와카 캠프》  HD (2017년 3월 29일-종영 | 종영)
- 《왔다 tv》 →  HD (2017년 8월 26일-종영)
- 《중간딸은 힘들어》  HD (2017년 9월 11일-종영 | 종영)
- 《커비의 카툰일기》 HD (2017년 9월 20일-종영 | 종영)
- 《실험실의 비밀친구》  HD (2017년 12월 18일-종영 | 종영)
- 《프로 게이머, 학교에 가다》  HD (2020년 3월 6일 ~ 종영)
- 《틴 호텔리어》  HD (2020년 3월 27일 ~ 종영)
- 《도전! 게임쇼: 디즈니 스타와 함께!》  HD (2020년 4월 10일 ~ 종영)
- 《작전명 코드 9: 몰래카메라》  HD (2020년 5월 20일 ~ 종영)
- 《조나스 브라더스》  HD (2020년 6월 8일 ~ 종영)
- 《디즈니 일레븐》  HD (2020년 10월 19일 ~ 종영)
- 《개비와 외계인 육아 도전기》 HD (2021년 2월 18일 ~ 휴방)
- 《오늘도 몰래카메라》  HD (2018년 1월 15일-종영 | 종영)
- 《메크-X4》  HD (2018년 3월 19일-종영 | 종영)
- 《레이븐의 집》  HD (2018년 6월 11일-종영 | 종영)
- 《응급 구조: 슈퍼 히어로를 구하라》  HD (2018년 8월 16일-종영 | 종영)
- 《미키를 찾아라》 HD (2018년 11월 3일-종영)
- 《맞짱 MACTH UP》 HD (2019년 11월 21일-종영)

### 디즈니주니어
- 《꼬마의사 맥스터핀스》 HD (2012년 9월 3일-종영)
- 《티몬과 품바의 Safety Smart》 HD (2012년 11월 14일-종영)
- 《리틀 프린세스 소피아》 HD (2013년 7월 26일-종영)
- 《페기+캣의 숫자놀이》 HD (시즌 1; 2014년 11월 3일-2015년 9월 4일 | 2018년 10월 15일-종영)
- 《로봇트레인》 HD (2016년 2월 22일-종영)
- 《출동! 파자마 삼총사》 HD (2016년 4월 6일-종영)
- 《라이온 수호대》 HD (2016년 5월 7일-종영)
- 《말랑말랑 도우랑》 HD (2016년 9월 5일-종영)
- 《용감한 소방차 레이》 HD (2016년 9월 22일-10월 10일 | 2018년 9월 27일-종영)
- 《바다탐험대 옥토넛》 HD (2017년 4월 3일-종영)
- 《미키와 카레이서 클럽》 HD (2017년 7월 15일-종영)
- 《퍼피독 친구들》 HD (2017년 11월 17일-종영)
- 《멋쟁이 낸시 클랜시》 HD (2019년 1월 9일-종영)
- 《아기를 부탁해! 토츠》 HD (2020년 1월 11일-종영)
- 《왕실탐정, 미라》 HD (2020년 4월 29일-종영)
- 《꼬마로켓티어》 HD (2020년 5월 20일-종영)
- 《블루이》 HD (2020년 5월 25일-종영)
- 《미키마우스 뒤죽박죽 모험》 HD (2020년 6월 13일-종영)
- 《블루피스》 HD (2020년 11월 16일-종영)
- 《콩순이의 율동교실》 HD (2020년 12월 18일-종영)
- 《피크위크 택배단》 HD (2021년 4월 7일-종영)
- 《고고다이노 공룡탐험대》 HD (2018년 1월 27일-종영)
- 《레미솔라》 HD (방영종료)
- 《리나는 뱀파이어》 HD (2018년 4월 16일-종영)
- 《엄마 까투리》 HD (2018년 4월 16일-종영)
- 《마이 리틀 포니》 HD (시즌 5-7; 2018년 5월 8일-6월 28일 | 2018년 9월 3일-종영)
- 《미키마우스 클럽하우스》 HD (2011년 7월 11일-2018년 10월 1일|종영)
- 《바다나무 카뎃》 HD (2018년 11월 5일-종영)

### 영화
- 《백설 공주와 일곱 난쟁이》
- 《피노키오》
- 《덤보》
- 《밤비》 HD
- 《신데렐라》 HD
- 《이상한 나라의 앨리스》
- 《피터 팬》 HD
- 《레이디와 트램프》 HD
- 《잠자는 숲속의 공주》 HD
- 《아더왕의 검》 HD
- 《정글 북》 HD
- 《아리스토 캣츠》 HD
- 《팬더와 친구들의 모험》 HD
- 《로빈 후드》 HD
- 《생쥐 구조대》 HD
- 《토드와 코퍼》 HD
- 《타란의 대모험》  HD
- 《인어공주: 무비》 HD
- 《도날드 덕 가족의 모험: 잃어버린 보물 램프》 HD
- 《코디와 생쥐 구조대》 HD
- 《미녀와 야수》 HD
- 《알라딘: 무비》 HD
- 《크리스마스 악몽》  HD
- 《알라딘 2: 자파의 귀환》 HD
- 《라이온 킹》 HD
- 《포카혼타스》 HD
- 《토이 스토리》 HD
- 《노틀담의 꼽추》  HD
- 《알라딘 3: 알라딘과 도둑의 왕》 HD
- 《헤라클레스》  HD
- 《곰돌이 푸의 대모험》 HD
- 《미녀와 야수 2: 마법의 크리스마스》 HD
- 《미녀와 야수 3: 벨의 마법의 세상》 HD
- 《뮬란》 HD
- 《포카혼타스 2: 세상 밖으로》 HD
- 《라이온 킹 2》 HD
- 《벅스 라이프》 HD
- 《타잔》 HD
- 《미키의 크리스마스》 HD
- 《토이 스토리 2》 HD
- 《환타지아 2000》 HD
- 《티거 무비》 HD
- 《다이너소어》 HD
- 《인어공주 2》 HD
- 《쿠스코? 쿠스코!》 HD
- 《아틀란티스: 잃어버린 제국》 HD
- 《몬스터 주식회사》 HD
- 《미키의 환상의 크리스마스》 HD
- 《피터 팬 2: 리턴 투 네버랜드》 HD
- 《신데렐라 2》 HD
- 《노틀담의 꼽추 2》  HD
- 《릴로와 스티치: 무비》 HD
- 《타잔과 제인》 HD
- 《보물성》 HD
- 《정글 북 2》 HD
- 《니모를 찾아서》 HD
- 《스티치!: 무비》 HD
- 《라이온 킹 3》 HD
- 《디즈니 삼총사: 미키, 도날드, 구피》 HD
- 《뮬란 2》 HD
- 《미키의 크리스마스 선물》 HD
- 《인크레더블》 HD
- 《곰돌이 푸: 히파럼프 무비》 HD
- 《타잔 2》 HD
- 《릴로와 스티치 2 - 사랑과 우정의 훌라: 무비》 HD
- 《치킨 리틀》 HD
- 《쿠스코? 쿠스코! 2》 HD
- 《하이 스쿨 뮤지컬》  HD
- 《밤비 2》 HD
- 《와일드》 HD
- 《카》 HD
- 《리로이와 스티치: 무비》 HD
- 《신데렐라 3》 HD
- 《로빈슨 가족》 HD
- 《라따뚜이》 HD
- 《하이 스쿨 뮤지컬 2》  HD
- 《캠프 락》  HD
- 《인어공주 3: 에리얼의 어린시절》 HD
- 《팅커벨》 HD
- 《하이 스쿨 뮤지컬: 졸업반》  HD
- 《볼트》 HD
- 《업》 HD
- 《프린세스 구출 대작전》  HD
- 《치킨맨 피트》  HD
- 《팅커벨 2: 잃어버린 보물》 HD
- 《레이튼 교수와 영원한 디바》
- 《공주와 개구리》 HD
- 《해리엇의 블로그 전쟁》  HD
- 《토이 스토리 3》 HD
- 《캠프 락 2: 마지막 콘서트》  HD
- 《팅커벨 3: 위대한 요정 구조대》 HD
- 《아발론 하이》  HD
- 《라푼젤》 HD
- 《레모네이드 밴드》  HD
- 《샤페이의 멋진 모험》  HD
- 《우리집 유모는 뱀파이어》  HD
- 《카 2》 HD
- 《토이 스토리 미니스토리》 HD
- 《피니와 퍼브 무비: 2차원을 넘어서》 HD
- 《괴짜와 미녀》  HD
- 《요정나라 챔피언십》 HD
- 《찰리야 부탁해: 크리스마스 무비》  HD
- 《친구일까 적일까》  HD
- 《스티치! 유나와의 약속》 HD
- 《메리다와 마법의 숲》 HD
- 《팅커벨 4: 날개의 비밀》 HD
- 《프랑켄위니》  HD
- 《소녀 vs. 몬스터》  HD
- 《주먹왕 랄프》 HD
- 《쾌걸 조로리의 대대대대모험》 HD
- 《꽃거북 딩동이의 엄마구출 대작전!》 HD
- 《몬스터 대학교》 HD
- 《틴 비치 무비》  HD
- 《비행기》 HD
- 《토이스토리 공포의 대 탈출》 HD
- 《겨울왕국》 HD
- 《클라우드 9》  HD
- 《팅커벨 5: 해적 요정》 HD
- 《조이의 비밀 APP》  HD
- 《비행기 2: 소방구조대》 HD
- 《완벽남의 조건》  HD
- 《빅 히어로》 HD
- 《토이스토리: 공룡 전사들의 도시》 HD
- 《팅커벨 6: 네버비스트의 전설》 HD
- 《헤어스타일 최악의 날》  HD
- 《인사이드 아웃》 HD
- 《틴 비치 무비 2》  HD
- 《디센던츠》  HD
- 《스티치! 잊지 못할 추억》 HD
- 《디센던츠: 악동들의 세상》  HD
- 《언니는 투명인간》  HD
- 《굿 다이노》 HD
- 《주토피아》 HD
- 《도리를 찾아서》 HD
- 《베이비시터 대소동》  HD
- 《너는 나, 나는 너》  HD
- 《모아나》 HD
- 《라푼젤 끝나지 않은 이야기》 HD
- 《디센던츠 2》  HD
- 《뽀롱뽀롱 구출작전》 HD
- 《좀비스》  HD
- 《뽀로로 극장판 컴퓨터 왕국 대모험》 HD
- 《뽀로로 극장판 슈퍼썰매 대모험》 HD

### 2011~2018년
- 《미키 마우스와 친구들》
- 《미스터 빈 대소동》  (2011년-2012년 6월 1일 | 2012년 10월 3일-2012년)
- 《짜장소녀 뿌까》  (2011년-2012년 5월 27일)
- 《떴다! 마법가족》  HD (2012년 6월 3일-2012년 7월 29일)
- 《못말리는 3공주》 (2011년-2012년 8월 3일)
- 《라이온 킹: 티몬과 품바》
- 《변신자동차 또봇 4 - 최강합체 트라이탄》  (2012년)
- 《변신자동차 또봇 5 - 트라이탄 슈퍼콤보》  (2012년)
- 《변신자동차 또봇 6 - 진화의 시작》  (2012년 4월)
- 《내 친구 티미》 HD
- 《치로와 친구들》 HD
- 《카 툰: 메이터의 놀라운 이야기》 HD
- 《작은 녀석들》 HD
- 《Brian O'Brian》
- 《잭과 코디, 우리 학교는 호화 유람선》  HD
- 《드림하이》  HD (2012년 8월 4일-9월 22일 | 2012년 10월 8일-11월 2일)
- 《It's 몰래카메라!》   HD (2011년-2013년 3월 3일 | 2014년 5월 5일-6월 12일)
- 《It's 몰래카메라! 키즈》  HD (2013년 1월 5일-3월)
- 《드림하이 2》  HD (2013년 7월 22일-9월 16일 | 2014년 5월 9일-6월 22일)
- 《쥬로링 동물탐정》  HD
- 《꼬마신선 타오》 HD
- 《부루와 숲속 친구들》 HD
- 《유후와 친구들》 HD
- 《뚜바뚜바 눈보리》 HD
- 《선물공룡 디보》 HD
- 《몬스터 뮤직 팩토리 보관됨 2014-09-03 - 웨이백 머신》 HD
- 《마법천자문》 HD
- 《로봇 찌빠》 HD
- 《라인 타운》  HD (2014년 6월 16일-9월 5일)
- 《완소! 퍼펙트 반장》  HD (2012년 | 2014년 6월 26일-9월 6일)
- 《미라클 체인지 퍼펙트 반장》  HD (2014년 9월 7일-11월 30일)
- 《미르모 퐁퐁퐁》 (2012년 7월 16일-8월 1일 | 2014년 12월 6일-2015년 2월 18일)
- 《레고 키마의 전설》  HD (2015년 2월 23일-3월 18일)
- 《니나는 급해요》 HD (2015년 6월 1일-7월 3일)
- 《하이스쿨 러브온》  HD (2014년 7월 18일-12월 26일 | 2015년 7월 6일-23일)
- 《장난감 나라의 노디》 HD (2015년 2월 9일-2월 25일 | 2015년 10월 5일-23일)
- 《몬스터왕자 몽짱》  (2013년 7월 22일-10월 24일 | 2015년 10월 5일-23일)
- 《스타워즈: 새로운 요다 연대기》  HD (2014년 5월 4일-12월 28일 | 2015년 10월 27일-29일)
- 《핌과 폼의 모험》 HD (2015년 9월 23일-10월 29일)
- 《올리비아》 HD (2015년 10월 5일-30일)
- 《스티치! 새로운 모험》 HD (2015년 9월 20일-10월 30일)
- 《미키와 함께 웃어요》
- 《정글대장 조지》 (2014년 7월 21일-10월 16일 | 2015년 11월 22일-24일)
- 《모자 쓴 고양이》 HD (2015년 11월 2일-27일)
- 《팰리스 펫》 HD (2015년 11월 23일-27일)
- 《킴 파서블》  HD (2015년 11월 21일-29일)
- 《하이브마을의 꿀벌 가족》 HD (2015년 10월 5일-12월 23일)
- 《렛츠고 포코요》 HD (2015년 11월 5일-27일 | 2015년 12월 1일-4일)
- 《오리 아저씨》 HD (2013년 12월 16일-2014년 2월 28일 | 2015년 12월 1일-18일)
- 《스타워즈: 드로이드의 전설》  HD (2015년 8월 14일-11월 6일 | 2016년 5월 4일)
- 《스턴트 악동 킥 버토우스키》  HD (2012년 | 2015년 12월 1일-31일)
- 《릴로와 스티치》 HD (2012년 6월 4일-2012년 7월 16일 | 2016년 1월 17일-24일)
- 《무크》 HD (2016년 1월 4일-29일)
- 《레고 시티》 HD (2016년 1월 29일-31일)
- 《에버무어》  HD (2015년 4월 18일-2015년 5월 3일 | 2016년 2월 20일)
- 《스타워즈: 요다의 비밀이야기》  HD (2016년 2월 21일)
- 《어항 속의 하이틴》  HD (2016년 2월 5일-2016년 2월 27일)
- 《클로이의 요술옷장》 HD (2015년 12월 1일-2016년 2월 29일)
- 《오싹 비명 캠프》 HD (2013년 12월 30일-2016년 4월 8일)
- 《제이크와 네버랜드 해적들》 HD
- 《스타워즈: 저항의 시작》  HD (2016년 9월 17일)
- 《완다가 간다》  HD (2014년 1월 8일-2016년 9월 21일)
- 《플래닛 X》 HD (2016년 7월 1일-9월 23일)
- 《스탠의 블로그 일기》  HD (2016년 1월 18일-4월 25일 | 2016년 9월 5일-10월 21일)
- 《벤과 홀리의 리틀킹덤》 HD (2014년 12월 5일-12월 22일 | 2016년 10월 19일-11월 4일)
- 《로켓 몽키스》  HD (2015년 4월 8일-7월 1일 | 2016년 9월 30일-11월 4일)
- 《보안관 칼리의 서부 모험》 HD (2015년 11월 7일-2016년 11월 6일)
- 《트리푸 톰》 HD (2016년 10월 24일-12월 4일)
- 《투모로우 나라의 마일스》 HD (2015년 7월 24일-2016년 12월 9일)
- 《스누피와 피너츠》 HD (2015년 10월 5일-2016년 12월 9일)
- 《할매로봇 오말자》  HD (2015년 8월 24일-2016년 2월 3일 | 2016년 11월 7일-12월 9일)
- 《넥소나이츠》  HD (시즌 2; 2016년 9월 11일-12월 18일)
- 《멍크》 HD (2017년 1월 3일-11일)
- 《우리 가족 마법사》  HD (2017년 1월 7일-28일)
- 《유령, 빌리!》  HD (2013년 6월 10일-2014년 2월 1일 | 2017년 1월 2일-31일)
- 《잭과 코디, 우리집은 호텔 스위트 룸》  (2016년 12월 19일-31일)
- 《오스틴 & 앨리》  HD (2012년 9월 2일-2017년 2월 15일)
- 《합체 영웅 아토믹》  HD (2016년 12월 14일-2017년 1월 25일 | 2017년 1월 26일-2월 23일)
- 《한나 몬타나》  HD (2016년 5월 8일-2017년 2월 27일)
- 《찰리야 부탁해》  HD (2017년 3월 4일-26일)
- 《내가 안 했다니까!》  HD (2017년 3월 1일-28일)
- 《라일리의 세상》  HD (2015년 3월 15일-2017년 3월 29일)
- 《먹티와 잼잼》 HD (2015년 7월 22일-8월 16일 | 2017년 3월 26일-31일)
- 《치링치링 시크릿 쥬쥬》 HD (2016년 9월 5일-10월 14일 | 2017년 3월 20일-31일)
- 《두다다쿵》 HD (2014년 7월 2일-7월 18일 | 2017년 4월 13일)
- 《꾸러기 닌자 토리》  (2017년 3월 2일-4월 28일)
- 《특수요원 오소》 HD (2015년 11월 13일-2017년 4월 28일)
- 《로켓보이》 HD (2017년 5월 1일)
- 《보글 쿡 원정대》 HD (2015년 8월 18일-9월 21일 | 2017년 5월 16일-19일)
- 《원시소녀 밀라》  HD (2017년 4월 15일-5월 20일)
- 《신기방기 쇼》  HD (2013년 9월 25일-11월 13일 | 2017년 5월 29일)
- 《프랭키와 친구들》 HD (2017년 5월 1일-6월 2일)
- 《아이엠 몽니》  HD (2014년 1월 6일-7월 18일 | 2017년 6월 6일-7일)
- 《제시》  HD (2014년 6월 16일-2017년 6월 10일)
- 《말랑말랑 도우랑》 HD (시즌 2; 2017년 4월 24일-7월 14일)
- 《몰랑》 HD (2017년 5월 19일-7월 14일)
- 《펜 제로: 파트타임 히어로》  HD (시즌 1; 2015년 6월 9일-2017년 7월 21일)
- 《닌자보이 랜디》  HD (2014년 2월 3일-2017년 7월 29일)
- 《가디언즈 오브 갤럭시》  HD (시즌 1; 2017년 4월 24일-7월 30일)
- 《언제나 베프》  HD (2017년 7월 31일-8월 29일)
- 《우리는 댄스소녀》  HD (2014년 6월 16일-2017년 5월 17일 | 2017년 9월 4일-10일)
- 《도비도비》 HD (2015년 9월 22일-10월 4일 | 2017년 10월 1일-2일)
- 《오이지와 땅콩》  HD (시즌 1; 2017년 7월 20일-8월 24일 | 2017년 9월 2일-11월 2일)
- 《닌자고》  HD (2017년 11월 28일)
- 《스페이스 정글》 HD (2015년 6월 1일-2017년 4월 4일 | 2017년 12월 1일)
- 《오! 마리나》  HD (2013년 8월 31일-2017년 12월 1일)
- 《스타워즈 운명의 포스》  HD (2017년 12월 2일-3일)
- 《핑크퐁과 노래해요》 HD (2017년 11월 13일-12월 22일)
- 《토마스와 친구들》 HD (2016년 5월 2일-12월 9일 | 2017년 4월 3일-12월 22일)
- 《스타워즈: 프리메이커의 모험》  HD (2016년 9월 17일-2018년 1월 14일)
- 《아기종벌레 포포》 HD (2015년 1월 12일-1월 29일 | 2018년 2월 8일)
- 《그라미의 서커스 쇼》 HD (2015년 1월 14일-2015년 2월 12일 | 2018년 2월 7일-10일)
- 《지금 바로 호이짜》  HD (2017년 5월 13일-10월 29일 | 2018년 2월 26일-28일)
- 《미술탐험대》 HD (2015년 11월 19일-2016년 3월 2일 | 2018년 3월 18일-19일)
- 《내 친구 티거와 푸》 HD (2018년 3월 5일-30일)
- 《에일리언 몽키스》  HD (2014년 11월 24일-2015년 4월 17일 | 2018년 4월 12일-13일)
- 《개구쟁이 스머프》  HD (2015년 2월 23일-2016년 1월 29일 | 2018년 3월 23일-4월 13일)
- 《오스카의 오아시스》  HD (2018년 5월 10일-11일)
- 《우리는 명탐정》 HD (2016년 1월 27일-5월 9일 | 2018년 5월 14일-18일)
- 《키즈 CSI 과학수사대》 HD (2015년 12월 24일-2016년 5월 8일 | 2018년 5월 29일-31일)
- 《A.N.T. 영재 클럽》  HD (2018년 2월 12일-6월 4일)
- 《헨리 허글 몬스터》 HD (2018년 5월 8일-6월 7일)
- 《정글왕 사로》 HD (2016년 2월 21일-22일 | 2018년 6월 12일-13일)
- 《스타워즈 반란군》  HD (2014년 11월 7일-2018년 6월 15일)
- 《딜펑 브라더스》  HD (2014년 7월 26일-2015년 1월 21일 | 2018년 6월 4일-17일)
- 《KC 언더커버 하이스쿨 스파이》  HD (2017년 6월 12일-2018년 6월 23일)
- 《얼티밋 스파이더 맨》  HD (2012년 7월 7일-2018년 6월 24일)
- 《정글 대탐험》 HD (2016년 1월 4일-2월 29일 | 2018년 6월 8일-7월 10일)
- 《어벤져스: 울트론 레볼루션》  HD (2018년 4월 21일-7월 14일)
- 《아기공룡 둘리》 HD (2015년 5월 11일-6월 22일 | 2018년 7월 17일-18일)
- 《도와줘요! 코알라 형제》 HD (2015년 8월 31일-10월 28일 | 2018년 7월 11일-20일)
- 《두꺼비 순찰대》 (2016년 3월 15일-31일 | 2018년 7월 21일)
- 《어리 이야기》 HD (2016년 1월 25일-3월 28일 | 2018년 7월 23일-26일)
- 《에그보이 코루》 HD (2016년 10월 30일 | 2018년 7월 27일)
- 《크래쉬와 번스틴》  HD (2018년 7월 9일-27일)
- 《꼬마 신랑 쿵 도령》 HD (2016년 7월 28일-31일 | 2018년 7월 11일-30일)
- 《플라워링 하트》 HD (2017년 1월 7일-2월 18일 | 2018년 7월 18일-31일)
- 《아웅다웅 동화나라》 HD (2016년 4월 25일-28일 | 2018년 8월 1일-4일)
- 《무무와 푸푸》 HD (2016년 5월 28일-29일 | 2018년 8월 4일-5일)
- 《스푸키즈》 HD (2016년 4월 8일-22일 | 2018년 8월 5일)
- 《냉장고 나라 코코몽》 HD (2016년 9월 26일-2017년 4월 22일 | 2018년 8월 6일-8일)
- 《뽀롱뽀롱 뽀로로》 HD (2012년 11월 7일-2016년 12월 11일 | 2018년 8월 8일-9일)
- 《안녕! 괴발개발》  HD (2016년 11월 7일-12월 5일 | 2018년 8월 10일)
- 《슈퍼햄스밴드》 HD (2015년 11월 29일-2016년 4월 1일 | 2018년 8월 10일-12일)
- 《따개비 루》 HD (2016년 12월 15일-2017년 1월 2일 | 2018년 8월 12일)
- 《칼리메로》 HD (2018년 1월 8일-8월 13일)
- 《피니와 퍼브 퍼니쇼》 HD (2013년 5월 10일-7월 26일 | 2018년 8월 14일)
- 《잭과 팡》 HD (2014년 9월 1일-22일 | 2018년 8월 15일-16일)
- 《동화나라 포인포》 HD (2016년 12월 5일-14일 | 2018년 8월 17일)
- 《라바》  HD (2018년 8월 16일-17일)
- 《못말리는 어린양 숀》 HD (2011년-2018년 8월 8일 | 2018년 7월 2일-8월 17일)
- 《데인저 마우스》  HD (2016년 7월 18일-10월 13일 | 2018년 8월 22일-23일)
- 《햄콩이 음악대》 HD (2015년 12월 22일-2016년 4월 2일 | 2018년 8월 24일)
- 《액체괴물 멜랑》 HD (2018년 4월 19일 | 2018년 8월 25일)
- 《보글보글 쿡》 HD (2016년 7월 24일-9월 28일 | 2018년 8월 29일-31일)
- 《미라큘러스: 레이디버그와 블랙캣》  HD (시즌 1-2; 2015년 12월 7일-2016년 7월 26일 | 2018년 7월 23일-8월 31일)
- 《과학 마술단》 HD (2016년 5월 26일-27일 | 2018년 9월 1일-2일)
- 《응까 소나타》 HD (2016년 5월 30일-31일 | 2018년 9월 2일-4일)
- 《동화 속 과학탐험》 HD (2016년 5월 24일-25일 | 2018년 9월 4일-5일)
- 《내품에 라바와 친구들》 HD (2015년 12월 7일-3월 20일 | 2018년 9월 6일-7일)
- 《보름달 공장》 HD (2016년 6월 11일-10월 9일 | 2018년 9월 8일-9일)
- 《갤럭시 키즈》 HD (2016년 5월 12일-2017년 5월 24일 | 2018년 9월 13일-14일)
- 《레인보우 루비》 HD (2017년 7월 27일-9월 8일 | 2018년 9월 12일-14일)
- 《빌리의 지하 탐구 생활》 HD (2018년 8월 3일-9월 14일)
- 《반지의 비밀일기》  HD (2017년 10월 25일-2018년 5월 11일 | 2018년 9월 19일-20일)
- 《모두모두쇼》 HD (2016년 11월 24일-2017년 4월 29일 | 2018년 9월 9일-20일)
- 《신기방기 쇼 2 못말리는 승부사들》  HD (2014년 9월 20일-2015년 1월 21일 | 2018년 9월 21일)
- 《출동! 슈퍼윙스》 HD (2016년 6월 26일-2018년 6월 23일 | 2018년 9월 11일-22일)
- 《사고뭉치 유니콘》 HD (2018년 9월 22일)
- 《꼬마농부 라비》 HD (2018년 3월 9일-8월 31일 | 2018년 9월 25일)
- 《꼬마버스 타요》 HD (2014년 9월 17일-2017년 2월 17일 | 2018년 9월 26일)
- 《피쉬와 칩스》 HD (2017년 2월 11일-4월 11일 | 2018년 9월 27일-28일)
- 《고고 다이노》 HD (2017년 12월 21일-2018년 1월 27일 | 2018년 9월 10일-28일)
- 《만능 수리공 매니》 (2015년 11월 2일-2016년 1월 29일 | 2018년 9월 3일-28일)
- 《알록달록 종이마을》 HD (2015년 10월 19일-30일 | 2018년 10월 1일)
- 《뾰족뾰족 포크 가족》  HD (2016년 10월 24일-2017년 1월 17일 | 2018년 10월 11일-12일)
- 《엉뚱발랄 콩순이와 친구들》 HD (2015년 2월 28일-2017년 2월 23일 | 2018년 10월 9일-12일)
- 《지퍼 펫》  HD (2015년 6월 23일-2016년 3월 11일 | 2018년 9월 3일-10월 12일)
- 《미키 마우스 클럽》  HD (2015년 7월 23일-12월 17일 | 2018년 10월 15일-16일)
- 《캐니멀》 HD (2016년 4월 21일-6월 24일 | 2018년 9월 3일-10월 16일)
- 《너티너츠》  HD (2017년 7월 22일-10월 13일 | 2018년 10월 17일)
- 《주사위 요정 큐비쥬》 HD (2016년 11월 7일-2017년 6월 20일 | 2018년 10월 18일-19일)
- 《스파이더 맨》  HD (시즌 1; 2018년 5월 20일-10월 21일)
- 《꿈의 보석 프리즘스톤》  HD (2016년 2월 24일-3월 21일 | 2018년 10월 20일-23일)
- 《바람이의 모험》 HD (2016년 6월 28일-29일 | 2018년 10월 23일-24일)
- 《뛰뛰빵빵 구조대》 HD (2016년 11월 30일-12월 2일 | 2018년 10월 25일-26일)
- 《소피 루비》 HD (2016년 11월 4일-2017년 10월 20일 | 2018년 10월 24일-26일)
- 《로보카 폴리》 HD (2016년 6월 23일-25일 | 2018년 10월 27일)
- 《아따맘마》 HD (2017년 7월 10일-8월 17일 | 2018년 10월 28일-29일)
- 《피니와 퍼브》 HD (2011년 7월 1일-2016년 12월 8일 | 2018년 8월 26일-10월 31일)
- 《부릉! 부릉! 브루미즈》 HD (2017년 1월 2일-6월 4일 | 2018년 11월 1일)
- 《하이호! 일곱난쟁이》 HD (2014년 10월 20일-2017년 2월 23일 | 2018년 10월 1일-11월 2일)
- 《꿈의 라이브 프리즘스톤》  HD (2018년 11월 1일-4일)

## 같이 보기
- 투니버스
- 카툰 네트워크 (대한민국의 텔레비전 채널)